# 宽颖早熟禾
宽颖早熟禾（学名：Poa platyglumis）为禾本科早熟禾属下的一个种。